# Center City (Filadélfia)

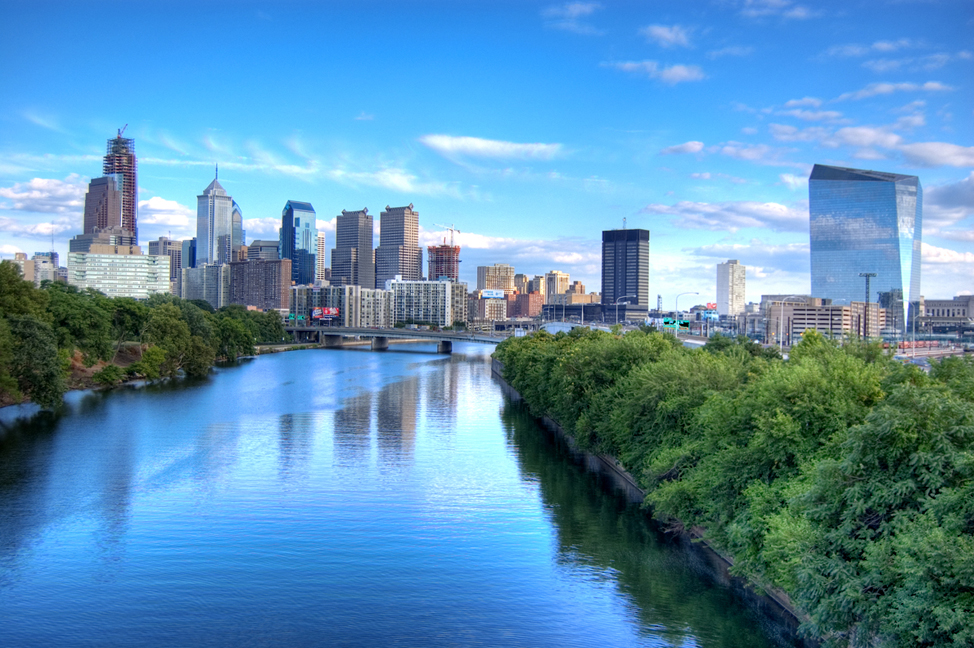
O rio Schuylkill com a Center City ao fundo

Center City é o centro financeiro da cidade de Filadélfia na Pensilvânia, Estados Unidos. Em 2005 sua população superava 88 mil o que fazia de Center City o terceiro centro urbano mais populoso dos Estados Unidos.